# Morris Hills
Morris Hills är en kulle i Antarktis. Den ligger i Östantarktis. Argentina och Storbritannien gör anspråk på området. Toppen på Morris Hills är 1 001 meter över havet.
Terrängen runt Morris Hills är varierad. Trakten är obefolkad. Det finns inga samhällen i närheten. 